# Panstrongylus
Panstrongylus is een geslacht van wantsen uit de familie van de Reduviidae (Roofwantsen). Het geslacht werd voor het eerst wetenschappelijk beschreven door Berg in 1879.

## Soorten
Het genus bevat de volgende soorten:

- Panstrongylus chinai (Del Ponte, 1929)
- Panstrongylus diasi Pinto & Lent, 1946
- Panstrongylus geniculatus (Latreille, 1811)
- Panstrongylus guentheri Berg, 1879
- Panstrongylus herreri Wygodzinsky, 1948
- Panstrongylus hispaniolae Poinar, 2013
- Panstrongylus howardi (Neiva, 1911)
- Panstrongylus humeralis (Usinger, 1939)
- Panstrongylus lenti Galvão & Palma, 1968
- Panstrongylus lignarius (Walker, 1873)
- Panstrongylus lutzi (Neiva & Pinto, 1923)
- Panstrongylus megistus (Burmeister, 1835)
- Panstrongylus mitarakaensis Bérenger & Blanchet, 2007
- Panstrongylus noireaui Gil-Santana, Chavez, Pita, Panzera & Galvão, 2022
- Panstrongylus rufotuberculatus (Champion, 1899)
- Panstrongylus sherlocki Jurberg, Carcavallo & Lent, 2001
- Panstrongylus tupynambai Lent, 1942